# Mozilla Firefox 3
Mozilla Firefox 3 è la terza versione del browser Mozilla Firefox. È stato pubblicato il 17 giugno 2008 ed è stato mantenuto da Mozilla con aggiornamenti di sicurezza fino a marzo 2010.

## Storia
Lo sviluppo di Firefox 3 - nome in codice Gran Paradiso - è iniziato il 13 agosto 2005, qualche mese prima di quello di Firefox 2.

### Guinness dei primati

Mappa dei download di Firefox 3 il 17 giugno 2008

Il 17 giugno 2008, in contemporanea con il rilascio della versione 3.0, è stato lanciato il Download Day. In questa data si è cercato di stabilire il record (per il Guinness dei primati) per il maggior numero di download di un programma effettuati in un solo giorno.
Gli obiettivi dichiarati dal team Mozilla nei giorni che hanno preceduto questa data sono stati il superamento del numero di download effettuati il giorno del rilascio di Firefox 2 (1,6 milioni) e il raggiungimento della soglia minima di 5 milioni di download unici.
Il Download Day è iniziato ufficialmente alle 11:16 PDT (equivalenti alle 20.16 in Italia) del 17 giugno e si è concluso alle 18:16 UTC (le 20:16 in Italia) del 18 giugno.
Al termine delle 24 ore il browser era stato scaricato 8.002.530 volte. Il 3 luglio il comitato dei Guinness World Record ha riconosciuto il raggiungimento del record.

## Caratteristiche
- Barra degli indirizzi intelligente
- La richiesta di memorizzazione delle password avviene senza finestre popup
- Creazione di segnalibri con un solo click
- Supporto per il controllo parentale di Windows Vista
- Zoom applicato anche alle immagini e agli altri elementi della pagina
- Possibilità di salvare le schede aperte al momento della chiusura del browser per ricaricarle al riavvio del browser
- Supporto per la visualizzazione delle immagini APNG[4]

### Grafica
Firefox 3 possiede un nuovo tema grafico che cambia aspetto a seconda del sistema operativo dove il browser è installato.

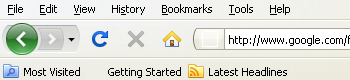
Il tema Strata per Windows XP
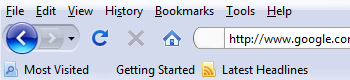
Il tema Strata per Windows Vista
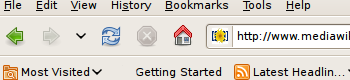
Il tema Tango per Ubuntu
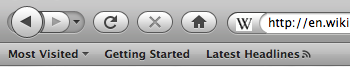
Il tema Firelight per macOS

## Versioni

### Versioni preliminari
Le versioni di test pubblicate sono:
- Gran Paradiso Alpha 1 (3.0a1) - 8 dicembre 2006
- Gran Paradiso Alpha 2 (3.0a2) - 7 febbraio 2007
- Gran Paradiso Alpha 3 (3.0a3) - 23 marzo 2007
- Gran Paradiso Alpha 4 (3.0a4) - 27 aprile 2007
- Gran Paradiso Alpha 5 (3.0a5) - 6 giugno 2007
- Gran Paradiso Alpha 6 (3.0a6) - 2 luglio 2007
- Gran Paradiso Alpha 7 (3.0a7) - 3 agosto 2007
- Gran Paradiso Alpha 8 (3.0a8) - 20 settembre 2007
- Mozilla Firefox Beta 1 (3.0b1) - 20 novembre 2007
- Mozilla Firefox Beta 2 (3.0b2) - 18 dicembre 2007
- Mozilla Firefox Beta 3 (3.0b3) - 12 febbraio 2008
- Mozilla Firefox Beta 4 (3.0b4) - 10 marzo 2008
- Mozilla Firefox Beta 5 (3.0b5) - 2 aprile 2008
- Mozilla Firefox (3.0RC1) - 16 maggio 2008
- Mozilla Firefox (3.0RC2) - 4 giugno 2008
- Mozilla Firefox (3.0RC3) - 11 giugno 2008

### Versioni finali
Il rilascio della versione finale era inizialmente previsto per novembre 2007, ma è stato posticipato al 17 giugno 2008 visti i ritardi accumulati.
La versione finale conta, al 2 luglio 2008, 28 340 281 download.
Dall'uscita della versione finale, sono state pubblicate le seguenti versioni stabili:
- Mozilla Firefox (3.0) - 17 giugno 2008
- Mozilla Firefox (3.0.1) - 16 luglio 2008
- Mozilla Firefox (3.0.2) - 23 settembre 2008
- Mozilla Firefox (3.0.3) - 26 settembre 2008
- Mozilla Firefox (3.0.4) - 12 novembre 2008
- Mozilla Firefox (3.0.5) - 16 dicembre 2008
- Mozilla Firefox (3.0.6) - 3 febbraio 2009
- Mozilla Firefox (3.0.7) - 4 marzo 2009
- Mozilla Firefox (3.0.8) - 27 marzo 2009
- Mozilla Firefox (3.0.9) - 21 aprile 2009
- Mozilla Firefox (3.0.10) - 27 aprile 2009
- Mozilla Firefox (3.0.11) - 11 giugno 2009
- Mozilla Firefox (3.0.12) - 21 luglio 2009
- Mozilla Firefox (3.0.13) - 3 agosto 2009
- Mozilla Firefox (3.0.14) - 9 settembre 2009
- Mozilla Firefox (3.0.15) - 27 ottobre 2009
- Mozilla Firefox (3.0.16) - 15 dicembre 2009
- Mozilla Firefox (3.0.17) - 5 gennaio 2010
- Mozilla Firefox (3.0.18) - 17 febbraio 2010
- Mozilla Firefox (3.0.19) - 30 marzo 2010

Dopo la versione 3.0.19 Mozilla ha annunciato che non verranno rilasciati ulteriori aggiornamenti per Firefox 3.0.